# Station Tondi
Station Tondi is een station in de Estische hoofdstad Tallinn. Het station werd in 1933 geopend en ligt aan de Spoorlijn Tallinn - Paldiski.
Bij het station ligt het eindpunt van twee tramlijnen.

## Treinen
De volgende treinen stoppen op Station Tondi:
| Vervoerder | Treinsoort | Route                                  | Opmerkingen                               |
| ---------- | ---------- | -------------------------------------- | ----------------------------------------- |
| Elron      | Sneltrein  | Tallinn – Tondi – Saue – Keila         | Stopt verder in Lilleküla, Tondi en Nõmme |
| Elron      | Stoptrein  | Tallinn – Tondi – Keila – Paldiski     | Stopt op alle tussenliggende stations     |
| Elron      | Stoptrein  | Tallinn – Tondi – Keila – Turba        | Stopt op alle tussenliggende stations     |
| Elron      | Stoptrein  | Tallinn – Tondi – Keila – Klooga-Ranna | Stopt op alle tussenliggende stations     |
| Elron      | Stoptrein  | Tallinn – Tondi – Saue – Keila         | Stopt op alle tussenliggende stations     |
| Elron      | Stoptrein  | Tallinn – Tondi – Pääsküla             | Stopt op alle tussenliggende stations     |

## Foto's

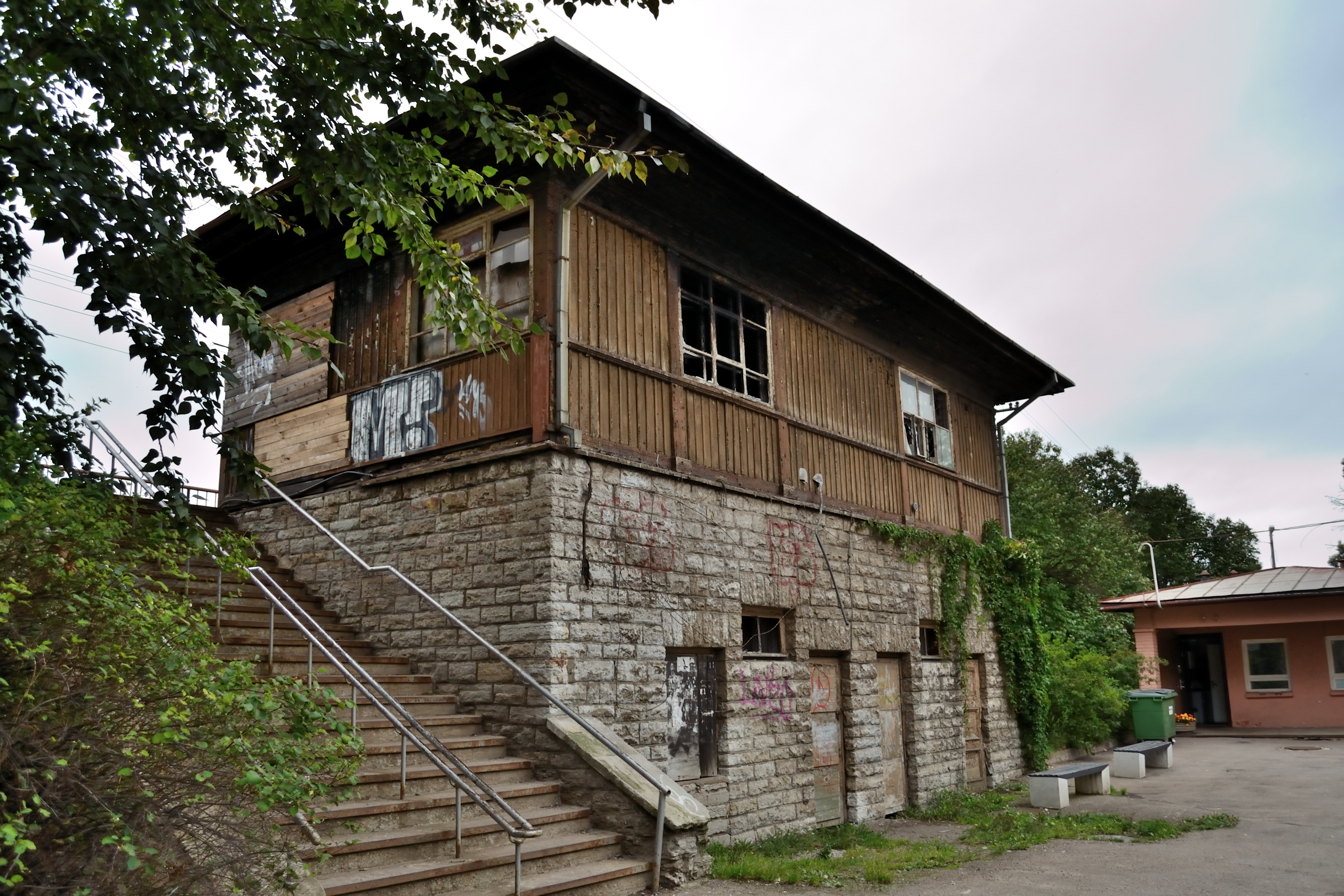
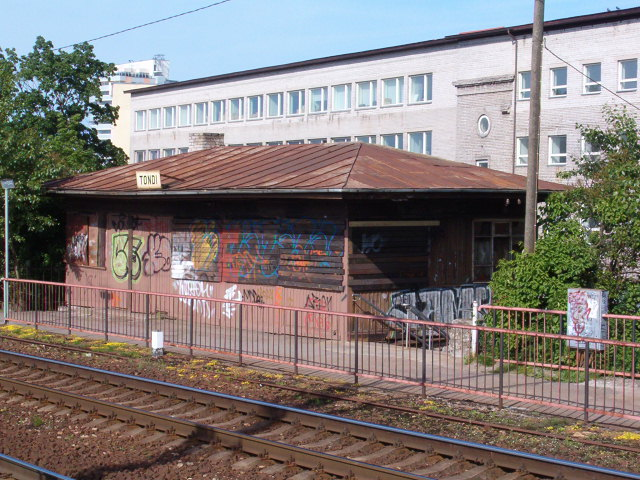

Tallinn Baltisch Station · 
Lilleküla · 
Tondi · 
Järve · 
Rahumäe · 
Nõmme · 
Hiiu · 
Kivimäe · 
Pääsküla · 
Laagri · 
Urda · 
Padula · 
Saue · 
Valingu · 
Keila · 
Niitvälja · 
Klooga · 
Klooga-Aedlinn · 
Põllküla · 
Laoküla · 
Paldiski